# Melophagus
Melophagus is een geslacht van vliegen uit de familie van de luisvliegen (Hippoboscidae).

## Soorten
- Melophagus ovinus (Linnaeus, 1758) - schapenluis
- Melophagus rupicaprinus Rondani, 1879